# Guadalupe (góry)

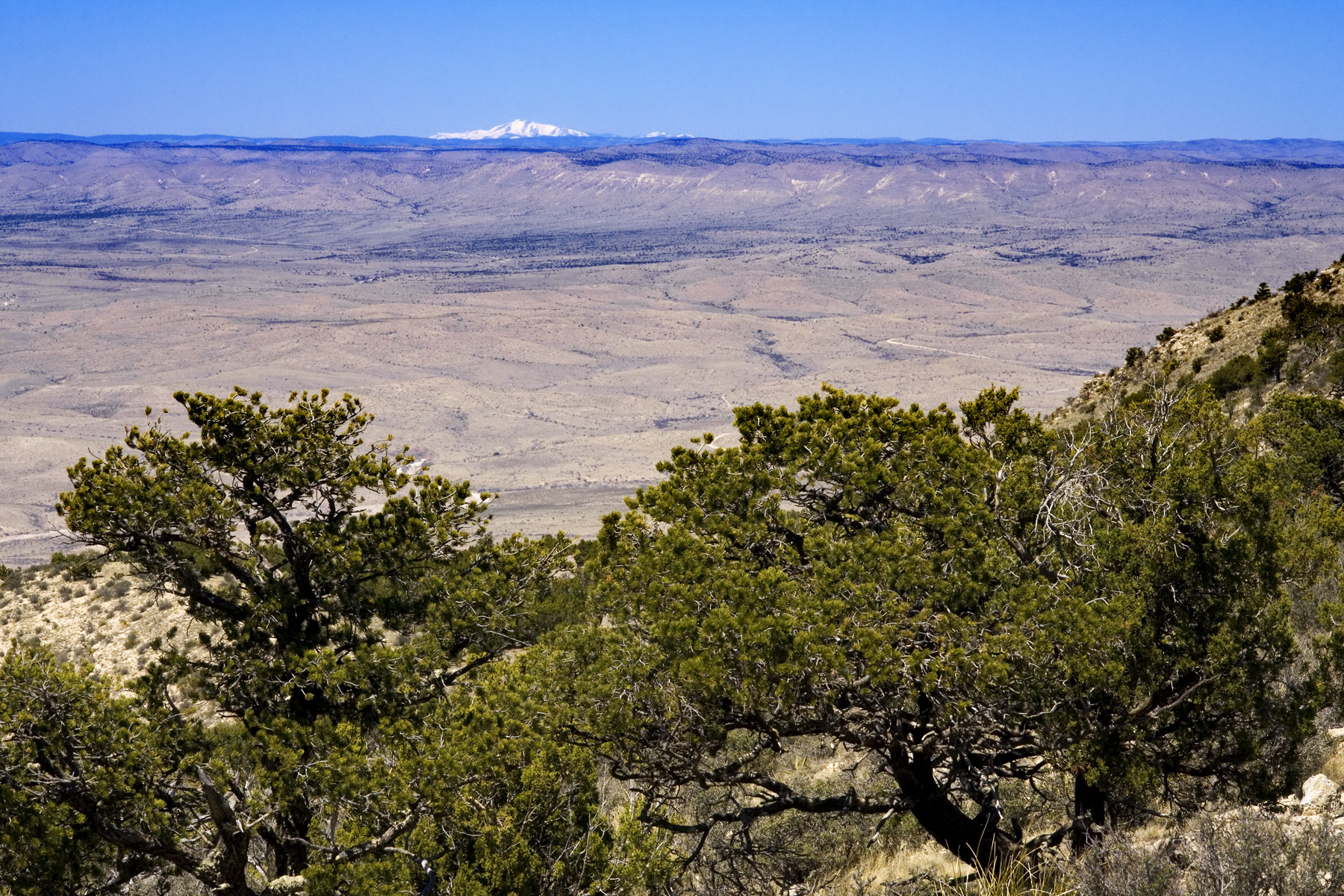
Panorama widziana z gór Guadelupe w Nowym Meksyku

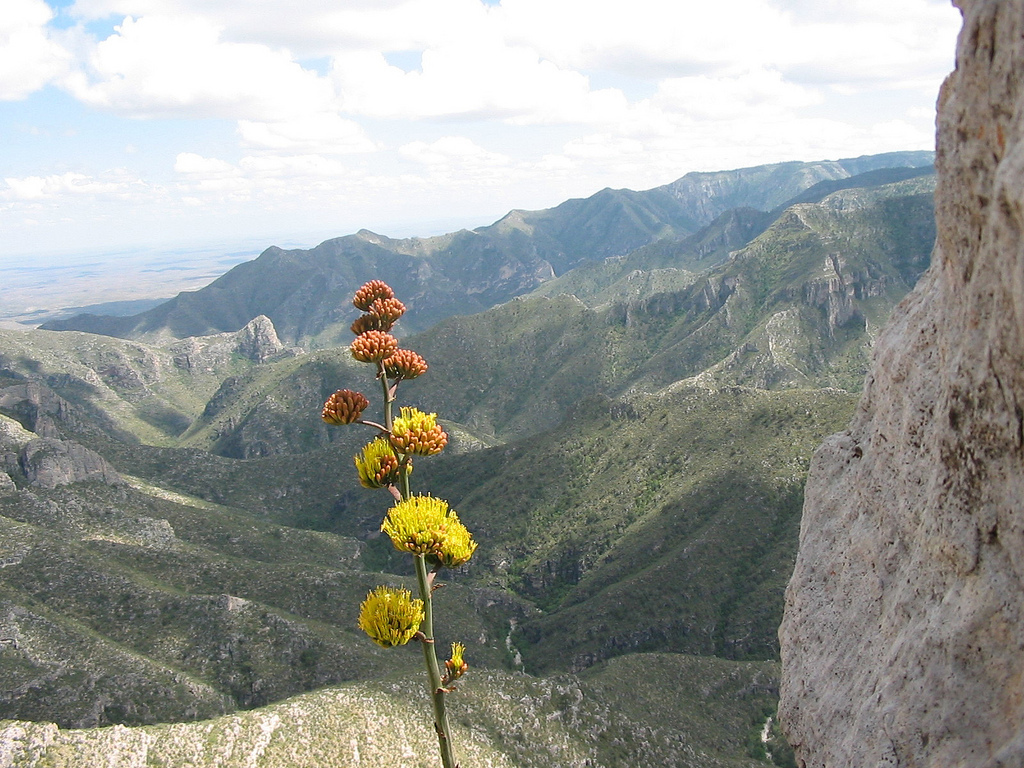
Agawa w kanionie

Guadalupe – pasmo górskie znajdujące się głównie w południowo-wschodniej części stanu Nowy Meksyk i rozciągające się na zachodni Teksas. W paśmie znajdują się cztery najwyższe szczyty Teksasu: Guadalupe Peak, Bush Mountain, Shumard Peak i Bartlett Peak. Guadalupe są jedynymi odsłoniętymi fragmentami największej rafy kopalnej na świecie, oraz posiadają duże pokłady wapienia permskiego.
Najwyższą i najbardziej wysuniętą na południe część pasma górskiego stanowi Park Narodowy Guadalupe Mountains. Charakterystycznym szczytem w tej części jest El Capitan. W Nowym Meksyku góry obejmują Park Narodowy Carlsbad Caverns. Góry wznoszą się w północno-wschodniej części pustyni Chihuahua. Na północy sąsiadują z górami Sacramento, na północnym wschodzie znajduje się płaskowyż Llano Estacado, a na południu góry Davis.

## Fauna i flora
Góry Guadalupe są domem dla różnych gatunków roślin i zwierząt uważanych za lokalnie rzadkie lub zagrożone. Należą do nich: klon zębaty, chruścina teksańska, jałowiec skalny, dąb chinquapin, mydleniec meksykański, sokół wędrowny, goffernik preriowy, pręgowiec szarostopy (wiewiórka), zając Sylvilagus holzneri i piaszczyk teksański (wiewiórka). 
Dawniej żyły tutaj: wilk szary, niedźwiedź grizli, mulak białoogonowy, jeleń kanadyjski (Cervus canadensis merriami), bizony i owca kanadyjska.